# 진동층
진동층(Kyeongsang supergroup Hayang group Jindong formation, 鎭東層)은 대한민국 경상 분지 밀양소분지에 분포하는 중생대 백악기 경상 누층군 하양층군의 최상부 지층이다. 진동층 내에는 사층리, 연흔, 건열, 생흔 화석 등 다양한 퇴적 구조들이 보존되어 있으며, 특히 경상남도 고성군 하이면 덕명리의 고성 덕명리 공룡과 새발자국 화석산지를 포함한 여러 지역에서 다수의 공룡 발자국이 진동층에서 보고됨에 따라 진동층은 한국의 백악기 지층 중 가장 대표적인 공룡 발자국의 산출 지층으로 알려져 있다. 진동층의 전체 두께는 2,000 m에 이르며, 백악기 말의 화성 활동에 의한 화성암류의 관입 또는 분출에 의해 도처에서 혼펠스화되어 있다.

## 진동층의 지질시대
진동층의 지질시대는 연대측정 자료와 화석, 고지자기 자료 등에 의해 백악기 후기의 초기인 세노마눔절(Cenomanian; 93.5-99.6 Ma)에서 중기인 상파뉴절(Campanian; 70.6-83.5 Ma)에 이르며, 반야월층과 건천리층에 대비되는 것으로 알려져 있다. 진동층의 퇴적시기는 함안층/진동층의 경계와 거의 일치하는 구산동 응회암의 분출 시기인 96~97 Ma에 시작되었으며, 상한은 활발한 화산활동이 시작되는 유천층군의 생성 시기까지로 설정할 수 있다.
백인성 외(2000)는 진동층 중부 조립사암의 화산 쇄설성 입자들로 구성된 두 표품에 대한 K-Ar 연대측정을 실시하여 85.7±1.7 Ma와 84.9±1.7 Ma의 결과를 얻었다. 김현주와 백인성(2001)은 고성군의 진동층에 협재된 화산 쇄설성 퇴적암에 K-Ar 연대측정을 실시하여 85~86 Ma의 결과를 얻었다.
좌용주 외(2002, 2004)는 진동층을 관입한 진동 화강암의 U-Pb 연대를 80±2 Ma로, 진동층을 관입한 팔공산 화강암의 Rb-Sr 연대를 84 Ma로, 구산동 응회암의 분출시기를 96~97 Ma으로 보고하였으며 이로부터 진동층의 퇴적시기를 97~84 Ma로 추정하였다. 진동층에서 분리된 쇄설성 저어콘의 U-Pb 연대에 근거한 진동층의 최고 퇴적 시기는 99.9±0.7 Ma로 보고되었다.
경주 지역에서 수행된 야외조사에 따르면, 유천층군에 해당하는 응회암은 진동층을 정합으로 피복하고 있으며 이들 응회암에서 분리한 저어콘 시료의 연대측정 결과 응회암의 형성 시기는 약 85~88 Ma이다. 영산-남지 간 국도 확장 공사 시 발견된 진동층을 관입한 화강암질 암석으로부터 측정된 각섬석 칼륨-아르곤 연대 측정 결과는 82.6±2.6 Ma이며, 여러 연구들을 종합하여 볼 때 진동층은 96~97 Ma (또는 99 Ma)에 시작해 80 Ma (또는 82 Ma) 까지 약 1500만년 동안 퇴적되었다.
그러나 달성군 현풍읍-창녕군 부곡면 지역에 분포하는 진동층을 정합으로 피복하고 있는 응회암 및 화산력응회암의 SHRIMP U-Pb 저어콘 연대는 약 96-97 Ma를 보여주어 해당 지역 진동층의 퇴적이 약 96-97 Ma에 경상 화산호의 폭발적인 화산 활동에 의해 종료되었음을 지시하는 결과가 나오기도 하였다. 이러한 결과는 하양층군의 퇴적종료 시기는 지역에 따라 다르며, 이는 당시 화산 활동이 발생한 화산호로부터의 거리 차이 혹은 화산호에서 배호 분지로 퇴적물을 공급하는 퇴적계의 공간적 발달 양상 차이에 의한 것으로 추정된다.

## 지역별 지질과 화석

### 대구광역시
현풍 지질도폭(1970)에 의하면 하위의 함안층을 정합적으로 덮으며 암회색 및 흑색의 셰일, 사질셰일이 우세하고 녹회색 셰일, 회색의 알코스사암 등으로 구성된다. 진동층의 일반적인 주향과 경사는 대구광역시 달성군 현풍면 일대에서 북동 25~30°및 남동 17~20°을 보이며, 논공읍에서는 북동 15~20°및 남동 12~20°이다. 그러나 달성군 옥포읍 송촌리 금학산 부근에서는 화강암의 관입으로 인해 주향과 경사가 변한다. 현풍면 박석진 나루터 부근에 분포된 흑색 셰일은 북서 60°및 북동 30°의 주향과 경사를 보이고 있다.

### 창녕군
창녕 지질도폭(1969)에 의하면 진동층은 암회색 및 흑색 셰일과 사질셰일이 우세하고 그 중에 녹회색 셰일 및 알코스사암이 협재된다. 하위의 함안층과는 정합적이며 진동층의 최대 두께는 2,500 m에 달한다. 진동층의 일반적인 주향과 경사는 창녕군 성산면 정녕리-달성군 구지면 목단리를 잇는 선 이남 지역에서 북서 20~40°및 북동 15~20°이나 창녕군 성산면 대견리-구지면 이남에서 남-북 및 동 12~18°로 변하여 그 이북에서 북동 20~40 및 남동 15~18°로 변한다.
청도 지질도폭(1964)에 의하면 하부로부터 (암)회색 셰일, 백색과 회녹색 처트로 구성되며 자색(赭色) 셰일을 협재하지 않는다는 점에서 하부의 함안층과 구별된다.
영산 지질도폭(1964)에 의하면 하위의 함안층과 정합적이고 점이적으로 변화하나 하부에서 자색(赭色) (사질)셰일을 볼 수 없는 점에서 구별된다. 진동층은 대체적으로 (암)회색 셰일, 사질셰일, 녹회색 셰일이 우세하고 알코스질 사암층이 협재된다. 일반적인 주향은 북서 10°~북동 10° 이나 낙동강 이남에서는 북동 30°으로 변하며 동측으로 20°경사한다. 두께는 대략 2,500 m이다. 도폭 내 창녕군 계성군과 영산면 동부, 부곡면 서부, 길곡면 대부분 지역, 낙동강을 건너 함안군 칠북면 동부에 이르기까지 분포한다.
창녕군 영산면 죽사리 1023-1 (북위 35° 26′ 38.87″ 동경 128° 31′ 50.92″ / 북위 35.4441306°  동경 128.5308111° )에 위치한 문호장 발자국은 진동층의 암화색 셰일(주향 북동 12°, 경사 남동 16°) 상에 드러나 있으며 알려진 것과는 달리 사람 발자국이 아니라 중형 용각류 공룡이 남긴 발자국이다.
창녕군 도천면 도천리 136-2 (북위 35° 25′ 58.49″ 동경 128° 31′ 20.25″ / 북위 35.4329139°  동경 128.5222917° )에 드러난 창녕 도천리 공룡발자국화석산지는 2002년 국도 제5호선 확장 과정에서 발견되었다. 이 화석 산지는 국도 제5호선 측면 노두의 정상부에 위치해 있어 접근성이 매우 낮으며 관광 인프라도 없고 기본적인 보호 시설만 있다.

### 함안군
의령 지질도폭(1963)에 의하면 진동층은 회(흑)색 셰일, 사질셰일, 사암으로 구성되며 하위의 함안층과는 흑색 석회질이암의 박층으로 접해 함안층과의 구분은 용이하다. 지층의 주향과 경사는 북동 5~70 및 남 10°이며 두께는 약 1,000 m이다. 이 지역에서 진동층은 함안층과 마찬가지로 화강섬록암의 영향을 받아 변질된 것이 많고 진주시 이반성면과 내서면 삼계리에 정상적인 지층이 노출되어 있을 뿐이다.
함안군 칠원읍 오곡리의 중부내륙고속도로 도로면에 드러난 진동층에서 벌집 모양의 특이한 요철 구조가 발견되었다. 이 지역에 발달한 진동층은 전반적으로 엽층 내지 박층으로 발달한 세립사암 내지 실트스톤과 이암의 호층으로 구성되며 서로 반대되는 방향의 사층리가 발달하고 연흔과 건열 구조가 발달하며 일부 층준에서 공룡의 족흔(足痕) 화석이 관찰된다. 각의 형성이 뚜렷하지 않은 마름모형, 오각형, 육각형 등의 형태를 보이는 요철 구조의 직경은 6 내지 12 mm, 깊이는 1 mm 정도이며 이 구조의 형성 원인은 물결이 여러 방향으로 일어나면서 만들어진 일종의 간섭 연흔이라는 설 또는 얕은 물에 올챙이 떼가 서식할 때 서로간의 공간을 차지하기 위한 운동으로부터 이 구조가 형성되었다는 올챙이집(tadpole nest) 기원설로 추정할 수 있다. 해당 지역의 진동층 내에 발달한 연흔 구조가 퇴적 당시 물의 운동이 거의 일정한 방향으로 일어났다는 것을 지시하여 간섭 연흔설은 가능성이 없으나, 후자의 올챙이집 기원설은 진동층이 백악기의 얕은 호수에서 퇴적된 지층이며 서식 환경(담수)도 문제가 되지 않아 요철 구조가 올챙이집 기원임을 시사한다.

### 창원시,김해시,진주시

#### 암상
마산 지질도폭(1963)에 의하면 하위의 함안층을 정합으로 덮으며 (암)회색 셰일, 회색 알코스사암으로 구성되고 약간의 역암을 협재하며 셰일 중에는 연흔 구조가 관찰된다. 진동층 하부는 자색 셰일을 협재하지 않는다는 점에서 함안층과 구별되며 대체로 회색 셰일과 회녹색 이암 등으로 구성된다. 진동층의 주향은 북 30°이며 경사는 함안-창원 지역에서 남동 10°이하, 창원시 남동부에서 북서 15°이상이다. 진동층의 최대 두께는 약 1,300 m이다.
김해 지질도폭(1964)에 의하면 주로 처트로 구성되고 응회질사암이 협재된다. 처트는 주로 회백색을 띠나 회녹색, 암회색, 담회색, 암갈색 등이 층리에 평행하게 교호하는 호상(縞狀) 구조를 보인다. 두께가 일정하지 않은 회녹색 안산암류가 층리면에 평행하게 관입한다. 김해시 대청동 산 69-11 (북위 35° 11′ 16.29″ 동경 128° 46′ 17.89″ / 북위 35.1878583°  동경 128.7716361° )에 위치한 대청계곡의 장유 폭포는 하양층군 진동층과 유천층군 주산안산암질암이 접하는 곳에서 차별 침식으로 만들어진 하천 침식지형이다. 진동층의 응회질 퇴적암층에는 특이하게도 처트층이 포함되어 있다. 경상 분지에서 처트를 포함한 퇴적암은 드물게 보고된다.
진동리 지질도폭(1963)에 의하면 함안층 상위에 정합적으로 놓여 있으며 하부로부터 흑색, 암회색 셰일층, 처트층으로 구분되고 그 전제 두께는 1,500 m에 달한다. 최하부의 흑색 내지 암회색 셰일층은 두께 100~500 m이며 셰일층은 대개 암회색 내지 흑색을 띠나 자색(赭色)층을 협재하기도 한다. 암회색 셰일층 위에는 증산(曾山)층과 처트층이 놓인다. 두께 0~150 m의 증산층은 진북면 부평리 북측의 증산(시루봉, 448 m) 일대에 소규모 분포하며 하부로부터 회녹색 역암, 사암, 회색 내지 자색(赭色) 셰일 등으로 구성된다. 처트층(Kjdc)은 회(백)색, 회록색 처트층과 회백색 알코스사암으로 구성된다. 1963년 진동리도폭 조사 당시에는 화석을 발견하지 못하였으나 이후 공룡과 새의 발자국 화석이 발견되었다. 진동층의 이름이 유래된 창원시 진동면과 진북면, 진전면의 대부분 지역, 고성면 회화면, 마암면, 개천면, 동해면의 대부분 지역에 분포한다.
진해 지질도폭(2021)에 의하면 창원시 마산합포구 진동면 태봉리와 동전리 서부, 교동리와 요장리, 송내도와 소궁도 지역에 분포하며 해수면 아래로 거제시 장목면 지역(→장목리층)까지 이어진다. 진동층은 (암)회색 셰일과 사암이 우세하며, 상부에 응회암 혹은 응회질사암, 화산역암을 협재하고 진동층의 상단에 유백색 응회질사암으로 덮인다. 진동면 태봉리에서는 층리가 없는 녹회색 응회질사암이 수십 미터 두께로 협재되는데 측방으로 수 킬로미터 연장된다. U-Pb 저어콘 연대측정 결과 상부에 협재된 응회암은 98.8±1.1 Ma, 상단의 응회질 사암은 99.9±1.2 Ma으로 측정되었다. 진동층은 진동면 지역에서 북동 20~55°의 주향과 남동 6~23°의 경사를 보인다.

#### 창원 호계리 공룡발자국 화석

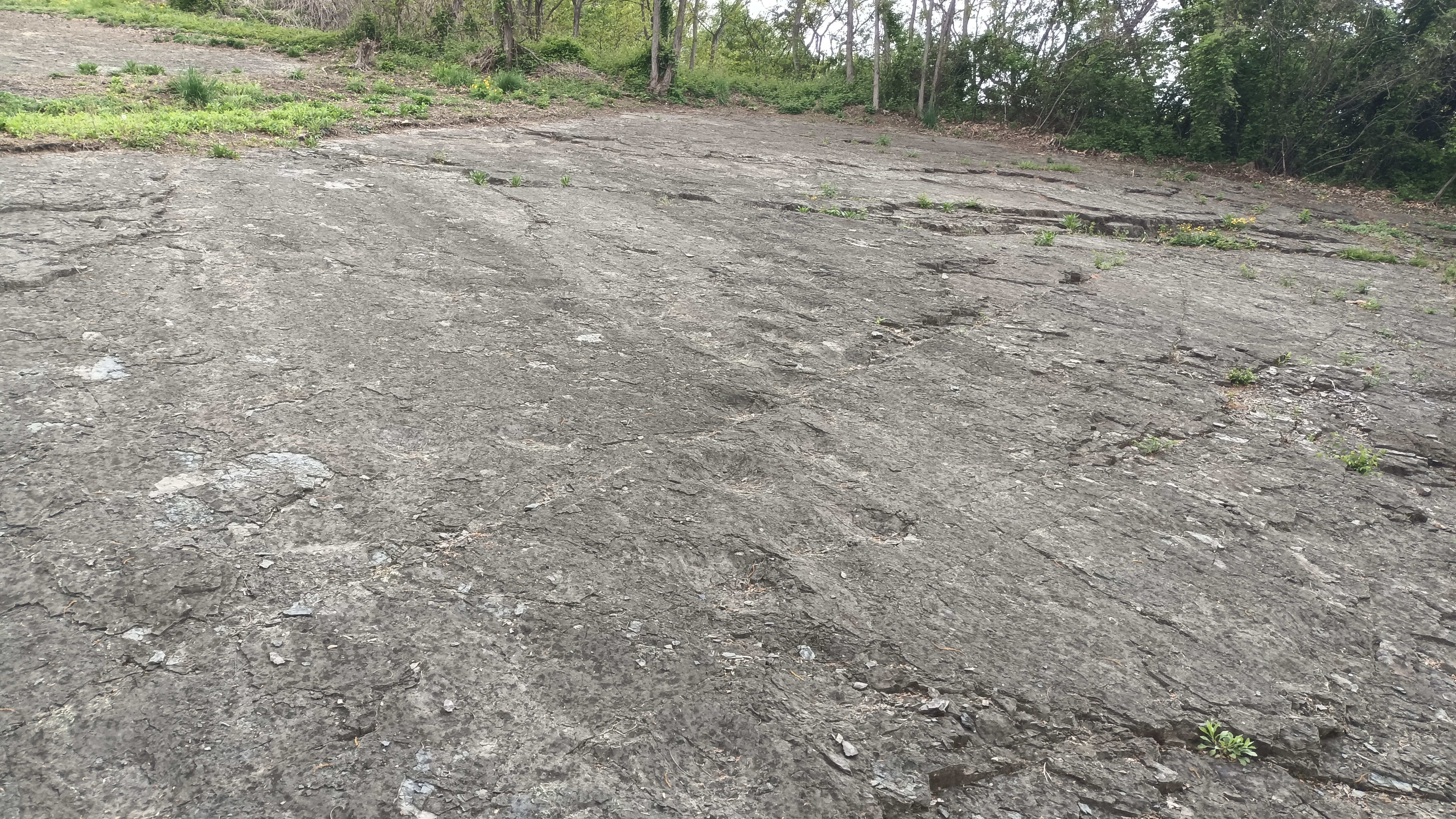
창원 호계리 공룡발자국 화석

창원 호계리 공룡발자국 화석(창원시 내서읍 호계리 산 50-1, 북위 35° 15′ 28.74″ 동경 128° 30′ 49.50″ / 북위 35.2579833°  동경 128.5137500° ))는 구마고속도로 확장 공사로 발견되었으며 내서분기점 남측의 중회색 셰일층 상에서 200여 개의 공룡 발자국과 새발자국 화석이 확인되었다. 진동층 상에는 연흔과 건열 구조, 생흔 화석과 탄화목편, 건조한 기후와 염수의 존재를 지시하는 증발광물흔이 산출된다.

#### 창원 고현리 공룡발자국 화석
창원시 진동면 고현리의 창원 고현리 공룡발자국 화석(북위 35° 06′ 00″ 동경 128° 28′ 25.0″ / 북위 35.10000°  동경 128.473611° )은 회색 내지 암회색의 엽층리 내지 박층으로 교호하는 이암과 셰일, 세립사암 내지 실트스톤이 발달하는 진동층 상에 드러나 있다. 공룡 20마리의 발자국 화석 400개가 발견되었으며, 진동층에는 아래 사진과 같이 매우 선명한 층리, 연흔, 건열, 우흔, 단층 구조 등이 관찰된다. 경상남도 기념물 제105호로 지정되었으며 간조 시에만 관찰이 가능하다. 고현리 일대 해안가에는 진동층의 노두를 관찰할 수 있다.
창원시 진동면 고현리 일원(북위 35° 05′ 59.54″ 동경 128° 28′ 55.52″ / 북위 35.0998722°  동경 128.4820889° )의 진동층 노두에서는 서북서 내지 북서 방향의 단층들이 진동층의 사암 내지 이암을 1 m 이내의 수직변위로 절단하고 있다. 이들 중 일부는 모든 지층을 절단하지 못하고 연질변형퇴적구조(SSDS)가 함께 관찰되어 퇴적동시성 단층임을 지시한다. 단층의 고응력은 북북동-남남서 방향의 최소수평응력({\displaystyle \sigma _{H}max})을 지시한다.
창원 고현리 공룡발자국 화석산지의 경상 누층군 진동층
- 건열 구조
북위 35° 06′ 07.3″ 동경 128° 29′ 05.4″ / 북위 35.102028°  동경 128.484833°
- 북위 35° 06′ 07.0″ 동경 128° 29′ 05.8″ / 북위 35.101944°  동경 128.484944°
- 북위 35° 06′ 06.6″ 동경 128° 29′ 06.7″ / 북위 35.101833°  동경 128.485194°
- 단층 구조
북위 35° 06′ 06.8″ 동경 128° 29′ 06.9″ / 북위 35.101889°  동경 128.485250°
- 연흔 구조
북위 35° 06′ 07.1″ 동경 128° 29′ 04.3″ / 북위 35.101972°  동경 128.484528°
- 층리 구조
북위 35° 06′ 04.1″ 동경 128° 29′ 02.1″ / 북위 35.101139°  동경 128.483917°
- 연흔 구조
북위 35° 06′ 03.8″ 동경 128° 29′ 02.1″ / 북위 35.101056°  동경 128.483917°

#### 기타 공룡 발자국 화석
창원시 용동 용추계곡의 등산로를 따라 드러난 진동층에서 공룡 발자국 화석이 산출되었다. 초식 공룡의 것으로 추정되는 발자국 화석은 용추10교 등산로 옆의 계곡 바닥(북위 35° 14′ 07.66″ 동경 128° 43′ 14.18″ / 북위 35.2354611°  동경 128.7206056° )의 약 480 cm의 좁은 범위 내에서 보행렬이 관찰되며 발자국의 크기는 길이 40~45 cm, 폭 35~40 cm, 깊이 7~10 cm 정도이다. 이 밖에도 용추 7, 9교 아래쪽 계곡바닥면에서도 발자국 화석이 확인되나 희미하다. 이곳의 진동층은 대체로 혼펠스화되었고 성층면에는 연흔과 건열 구조가 발달한다.
진주시 이반성면 가산리의 가산일반산업단지에서 다수의 새발자국 화석과 익룡 발자국 화석이 발견되었다. 이 지역에서는 세립질 사암 내지 실트스톤과 암회색의 이암이 교호하는 엽층 내지는 매우 얇은 층으로 구성된 진동층 상에 건열 구조, Diplocraterion ichno sp., Skolithos ichno sp., Arenicolites ichno sp., Cochlichnus ichnos와 같은 무척추동물 화석, 탄화목 파편 등도 함께 관찰된다. 이 지역에서 발견된 새 발자국 화석은 총 8종으로, 신종 Jindongornipes gasanensis ichno sp. nov., Jindongornipes curtus ichno sp. nov., Jindongornipes remipes ichnosp. nov.를 포함하여, Koreanaornis hamanensis, Jindongornipes kimi, Yacoriteichnus avis, Gyeongsangornipes ichno sp., Ignotornis yangi ichno sp. 로 분류되었다. 익룡 발자국 화석은 Pteraichnus ichno sp.로 기재되었다. 한 지역에서 8종의 새 발자국 화석이 보고된 곳은 세계적으로 이반성면 가산리 지역이 유일하다. 지층에서 연흔, 건열 그리고 생물 교란 흔적, 새발자국 화석, 익룡 발자국 화석 등이 산출되는 것으로 볼 때 건기와 우기가 반복되는 평원 지역으로 호수 주변부 환경에서 퇴적된 것으로 해석된다.
창원시 내서읍 호계리 지역의 진동층에서 105개의 발자국으로 구성된 7개의 소형 용각류의 보행렬이 확인되었다. 내서분기점의 고속도로변 절토 부분에서 공룡 발자국 화석이 발견되었으며 엽층 내지 박층으로 발달한 담회색질의 세립사암 내지 실트스톤과 암회색질 이암에서 화석이 산출된다. 지층에서는 새발자국 화석과 무척추동물의 생흔 화석 그리고 연흔 및 건열 구조도 발견된다.
창원시 내서읍 호계리 부근 진동층에서 다양한 새발자국 화석이 발견되었다. 새발자국 화석은 얇은 층 내지 엽층으로 발달된 세립사암 내지 실트스톤과 이암의 호층(互層) 암상에서 산출된다. 이 지역의 새발자국 화석은 발자국의 크기와 형태를 바탕으로 크게 세 가지 종류로 구분되었고, 이들 새발자국 화석 가운데 두 종류는 진동층에서 보고된 바 있는 Koreanaornis hamanesis와 Jindongornipes kimi이며, 나머지 한 종류는 진동층에서 처음으로 보고되는 물갈퀴가 있는 새발자국으로 이는 국내에 보고된 바가 없는 새로운 종일 가능성이 있다. 이 지층에서는 용각류 공룡발자국 화석과 작은 무척추 동물의 생흔 구조가 수반되며, 건열 및 연흔 구조와 증발 광물 캐스트가 관찰되었다.

### 거제시장목리층
장목리층(Jangmokri Formation, 長木里層)은 거제도의 동쪽 해안을 따라 분포하는 퇴적암 지층이며 거제시에 분포하는 경상 누층군 중 최하부의 지층이다. 지층의 이름은 거제시 장목면 장목리에서 이름이 유래되었다. 장목리층은 진동층에 대비된다.
장목리층은 암상에 의하여 하부(180~ m)와 상부(210~ m)로 구분된다. 하부는 암/황갈색 역암, 응회질사암, 회백색 사암, 암회색/흑색 셰일의 호층으로 구성되며 상부로 가면서 사암과 역암의 양은 적어진다. 연초면 명동리 부근에서는 장목리층의 최하부로 추정되는 역암층이 안산암질각력암과의 접촉부에 따라 약 30 m의 두께를 갖고 분포하나 연속성이 없다. 이 역암 중에는 원마도가 비교적 양호한 화산암의 역을 함유하고 있어 안산암질각력암과 식별이 어려우나 역암층에는 희미한 층리와 사층리가 남아 있다. 응회질사암과 실트스톤은 주로 하부에 많이 협재한다. 상부층은 암녹색/흑색 셰일과 황갈색 사암의 호층으로 구성된다. 셰일은 흔히 담수성 석회암과 호층을 이루기도 한다. 담수성 석회암은 두께가 30 cm에 달하는 곳도 있다. 이들은 흔히 화강암과의 접촉대에서 혼펠스로 변질되었다. 혼펠스는 원암에 비하여 더 검은색인데 이는 원암의 니질물 중에 함유되어 있는 미세한 적철석이 열변성에 의하여 자철석으로 교대된 데 기인된 것으로 사료된다. 혼펠스화된 암석에서도 담수성 석회질 부분은 담색을 띄워 층리의 발달을 더욱 현저하게 한다.
이용일과 전홍조(1991)는 장목리층의 점이층리, 연흔, 생물흔적, 층리의 양호한 횡적 연장성으로 보아 장목리층을 호수와 그 주변부 환경에서 퇴적된 지층으로 추정했다. 장목리층의 사암은 알코스사암(Arkose; 장석질사암)으로 분류되며 방해석과 녹니석이 주된 교질물이다. 또한 속성 작용으로 사장석의 알바이트화 작용(Albitization)이 일어났다.
진해 지질도폭(2021)에서는 거제도 최북단의 장목리층이 경상 누층군 진동층에 해당한다고 보았고 지질도에도 진동층이라고 기재하였다. 창원시 진동면 등지에 분포하는 진동층은 해수면 아래로 연결되어 거제도와 칠천도 북부까지 분포한다. 진해 지질도폭에 의하면 진동층은 암회색/회색 셰일과 사암이 우세하며 상부에 응회암 내지 응회질사암(U-Pb: 98~99 Ma), 화산역암을 협재한다. 셰일은 층리가 잘 발달하고 회색 세립사암과 교호한다. 사암은 세립~조립이며 흔히 점이 층리를 나타내고 연흔이 발달한다. 거제도 북부에서 진동층의 주향은 북동 50~북서 15°, 경사는 서쪽으로 8~40°으로 다양한다. 거제시 장목면 송진포리 남부 해안, W181 카페(도로명주소: 장목면 거제북로 2707) 남동쪽 해안에는 아래 사진과 같이 장목리층의 노두가 대규모로 드러나 있으며 특히 연흔 구조가 다수 발달한다.
거제시 장목면 송진포리 남부 해안의 장목리층
- 북위 34° 59′ 50.5″ 동경 128° 41′ 46.2″ / 북위 34.997361°  동경 128.696167°
- 북위 34° 59′ 50.5″ 동경 128° 41′ 46.9″ / 북위 34.997361°  동경 128.696361°
- 선명한 연흔 구조
북위 34° 59′ 51.6″ 동경 128° 41′ 48.2″ / 북위 34.997667°  동경 128.696722°
- 선명한 연흔 구조
북위 34° 59′ 51.0″ 동경 128° 41′ 50.2″ / 북위 34.997500°  동경 128.697278°
- 해안노두 전경
북위 34° 59′ 50.8″ 동경 128° 41′ 50.3″ / 북위 34.997444°  동경 128.697306°
- 선명한 연흔 구조
북위 34° 59′ 50.5″ 동경 128° 41′ 50.4″ / 북위 34.997361°  동경 128.697333°
- 북위 34° 59′ 50.3″ 동경 128° 41′ 50.4″ / 북위 34.997306°  동경 128.697333°
- 선명한 연흔 구조
북위 34° 59′ 50.7″ 동경 128° 41′ 50.7″ / 북위 34.997417°  동경 128.697417°
- 북위 34° 59′ 50.8″ 동경 128° 41′ 50.0″ / 북위 34.997444°  동경 128.697222°
- 북위 34° 59′ 51.0″ 동경 128° 41′ 49.4″ / 북위 34.997500°  동경 128.697056°
- 북위 34° 59′ 51.0″ 동경 128° 41′ 50.9″ / 북위 34.997500°  동경 128.697472°

거제 해금강(巨濟 海金剛, 영어: Haegeumgang Islets, Geoje)은 거제시 남부면, 한려해상국립공원에 있는 명승이다. 해금강은 장목리층으로 구성된 세 개의 큰 바위섬이 서로 맞닿은 섬으로, 십자동굴 등이 발달한다.
거제 해금강의 장목리층

### 고성군

#### 암상
삼천포 지질도폭(1983)에 의하면 회색, 암회색, 회녹색의 사질셰일과 셰일 및 사암으로 구성되며 많은 부분이 혼펠스화 되었다. 하위의 함안층과는 정합 관계이며 진동층 상부에 정합적으로 놓이는 지층이 없어 전체 두께는 알 수 없으나 확인된 두께는 1,000 m 이상에 달한다. 고성군 하이면 와룡리, 덕명리, 하일면의 대부분 지역, 상리면 중부 오산리, 척번정리 등지에 분포한다.
사천 지질도폭(1969)에 의하면 진동층은 회색 내지 암회색 사질셰일, 셰일로 구성되며 정상적인 진동층은 동산(306 m) 주변에 협소하게 남아 있고 나머지는 대부분 혼펠스화되었다. 회색의 혼펠스는 풍화에 대한 저항력이 강해 대개 험준한 산지를 형성한다. 지층의 주향은 북동 40°, 경사는 남동 15°이다. 진동층은 고성군 상리면 오산리, 영현면 봉발리, 영부리, 대법리 등지에 분포한다.
충무 지질도폭(1983)에 의하면 주로 흑색, 암회색 셰일 및 사암으로 구성되어 있고 담회색, 회록색의 처트질셰일을 상부에 협재한다. 대부분 호상 층리를 발달시키며 층리면에서 건열과 연흔이 관찰되고 고성군 거류면 소재 거류산 동쪽의 산록에서는 공룡의 발자국 화석이 관찰된다. 상위에 놓이는 유천층군 고성층과는 면화산 남쪽 산복에서 두께 2 m 내외의 응회질 역암을 경계로 뚜렷한 암상을 보여주나 대부분 지역에서 점이적인 관계를 보여준다. 화강섬록암질암류 관입을 받아 혼펠스화된 곳도 있으며 이런 곳에선 보다 높은 지형을 이룬다. 고성군 고성읍 북부, 거류면, 동해면, 광도면 북부 등지에 분포된다.
고성군 하일면 용태리 산 29-1 (N 34°56'44.54", E 128°13'23.25")에는 진동층과 유천층군 고성층의 부정합 경계가 드러나 있다. 본 지역에서는 1~5 cm 크기의 원마도가 양호하고 분급이 불량한 안산암, 자색과 암회색 이암 등 다양한 종류의 자갈로 구성된 역암층이 관찰되며 이는 하위 진동층의 암회색 세립질 사암 및 실트스톤과 불규칙한 경계면으로 접한다. 이 불규칙한 기하의 침식 구조는 부정합임을 암시한다.

#### 고수류 퇴적 기록
고성군 하이면 덕호리와 덕명리 지역에 분포하는 하부 진동층에서 양방향성 고수류(古水流) 퇴적 기록이 확인되었다. 양방향성의 고수류 기록은 서로 반대되는 방향의 수류가 나타나는 조간대 지역 퇴적층의 특징적인 퇴적 구조이다. 그러나 이것만으로 진동층의 퇴적 중에 (해수에 의한) 밀물과 썰물의 영향이 있었다고 할 수 없는 것이, 경상 분지 자체가 육성 퇴적 분지이며 진동층을 포함 경상 누층군 중에서 해성 환경을 지시하는 화석이 발견된 적도 없다. 이에 대해 연구진들은 진동층에 발달한 양방향성의 고수류 기록은 호주의 에어호 퇴적층에 발달한 양방향성 고수류 기록과 유사한 기원으로 해석하였고, 진동층의 퇴적 당시 분지 특성이 에어호와 유사한 것으로 추론하였다. 이로부터 백악기 후기 경상 분지 내에 염호(鹽湖)가 발달했음을 알 수 있으며, 경상 누층군 퇴적암이 분포하는 지역의 심부 지하수에서 석고 등의 증발암 광물과의 반응이 이루어진 현상이 확인됨은 경상 분지 내에 염호가 발달했음을 시사한다. 따라서 지하 깊은 곳으로 이어진 진동층에는 호수 중심부에서 퇴적된 증발암층이 두껍게 형성되어 있었을 가능성이 매우 높은 것으로 여겨진다.

#### 고성 덕명리 공룡과 새발자국 화석산지
고성 덕명리 공룡과 새발자국 화석산지는 경상 누층군 진동층 상에 드러난 공룡 발자국 화석산지로,심천포도폭 지역인 고성군 하이면 덕명리 일대, 고성공룡박물관 근처 상족암군립공원에 위치한다. 우리나라의 대표적인 공룡 발자국 화석산지이며 공룡 발자국 화석의 산출 빈도가 가장 높은 이 지역의 진동층은 실트스톤, 이암, 셰일, 사암, 역암, 이회암 등으로 구성되어 있으며 연흔 및 건열 구조가 발달하고 공룡 발자국 화석이 흔히 관찰된다. 일부 퇴적층에는 복족류의 화석이 산출되었다. 이 지역의 진동층 내에 협재된 화산 쇄설성 퇴적암으로부터 분리한 화산 쇄설편의 K-Ar 절대연령은 약 8500~8600만 년 전으로 나타나며 이는 백악기 후기의 생통주절(Santonian)을 지시한다.
고성 덕명리 공룡과 새발자국 화석산지
- 화석산지 안내판. 상족암군립공원 오토캠핑장에서 남서쪽으로 간다.
북위 34° 54′ 36.7″ 동경 128° 09′ 19.0″ / 북위 34.910194°  동경 128.155278°
- 진동층
북위 34° 54′ 31.5″ 동경 128° 09′ 18.4″ / 북위 34.908750°  동경 128.155111°
- 진동층
북위 34° 54′ 30.9″ 동경 128° 09′ 17.7″ / 북위 34.908583°  동경 128.154917°
- 진동층
북위 34° 54′ 30.7″ 동경 128° 09′ 17.1″ / 북위 34.908528°  동경 128.154750°
- 화석산지 안내판
북위 34° 54′ 30.6″ 동경 128° 09′ 17.1″ / 북위 34.908500°  동경 128.154750°
- 나무데크길 밑에 드러난 진동층
북위 34° 54′ 30.1″ 동경 128° 09′ 16.0″ / 북위 34.908361°  동경 128.154444°
- 진동층
북위 34° 54′ 30.0″ 동경 128° 09′ 16.0″ / 북위 34.908333°  동경 128.154444°
- 진동층의 건열 구조
북위 34° 54′ 28.5″ 동경 128° 09′ 15.8″ / 북위 34.907917°  동경 128.154389°
- 진동층의 공룡 발자국
북위 34° 54′ 27.3″ 동경 128° 09′ 15.0″ / 북위 34.907583°  동경 128.154167°
- 병풍바위 주상절리 안내판
북위 34° 54′ 26.2″ 동경 128° 09′ 15.7″ / 북위 34.907278°  동경 128.154361°
- 암맥(Dyke) 표지판
북위 34° 54′ 26.2″ 동경 128° 09′ 15.8″ / 북위 34.907278°  동경 128.154389°
- 진동층을 관입한 암맥
북위 34° 54′ 26.2″ 동경 128° 09′ 15.8″ / 북위 34.907278°  동경 128.154389°
- 안내판과 병풍바위
북위 34° 54′ 25.6″ 동경 128° 09′ 15.7″ / 북위 34.907111°  동경 128.154361°
- 진동층
북위 34° 54′ 25.6″ 동경 128° 09′ 15.5″ / 북위 34.907111°  동경 128.154306°
- 연흔 구조
북위 34° 54′ 26.2″ 동경 128° 09′ 14.7″ / 북위 34.907278°  동경 128.154083°
- 진동층
북위 34° 54′ 26.2″ 동경 128° 09′ 14.7″ / 북위 34.907278°  동경 128.154083°
- 진동층
북위 34° 54′ 26.2″ 동경 128° 09′ 14.6″ / 북위 34.907278°  동경 128.154056°
- 진동층 파식대
북위 34° 54′ 26.2″ 동경 128° 09′ 13.1″ / 북위 34.907278°  동경 128.153639°
- 진동층
북위 34° 54′ 25.8″ 동경 128° 09′ 11.2″ / 북위 34.907167°  동경 128.153111°
- 진동층 층리 구조
북위 34° 54′ 19.8″ 동경 128° 09′ 07.6″ / 북위 34.905500°  동경 128.152111°
- 상족암에서 고성공룡박물관 가는 길
북위 34° 54′ 17.0″ 동경 128° 09′ 06.3″ / 북위 34.904722°  동경 128.151750°
- 상족암
북위 34° 54′ 16.6″ 동경 128° 09′ 05.9″ / 북위 34.904611°  동경 128.151639°
- 건열 구조
북위 34° 54′ 16.3″ 동경 128° 09′ 06.6″ / 북위 34.904528°  동경 128.151833°
- 용각류 공룡 발자국
북위 34° 54′ 17.2″ 동경 128° 09′ 06.7″ / 북위 34.904778°  동경 128.151861°
- 해식동굴
북위 34° 54′ 16.1″ 동경 128° 09′ 07.0″ / 북위 34.904472°  동경 128.151944°
- 해식동굴 내부
북위 34° 54′ 15.6″ 동경 128° 09′ 07.9″ / 북위 34.904333°  동경 128.152194°
- 진동층
북위 34° 54′ 15.9″ 동경 128° 09′ 04.5″ / 북위 34.904417°  동경 128.151250°
- 진동층
북위 34° 54′ 16.1″ 동경 128° 09′ 04.8″ / 북위 34.904472°  동경 128.151333°
- 진동층
북위 34° 54′ 16.5″ 동경 128° 09′ 04.3″ / 북위 34.904583°  동경 128.151194°
- 용각류 공룡 발자국 안내판과 진동층
북위 34° 54′ 17.0″ 동경 128° 09′ 07.1″ / 북위 34.904722°  동경 128.151972°

#### 옥천사 계곡
고성군 개천면 북평리 415-2의 옥천사 계곡 바닥(N 35°05'22.66", E 128°15'41.45")에 드러난 진동층에는 아래 사진과 같이 건열과 함께 중형 용각류의 공룡 발자국 보행렬 화석이 산출된다. 연화도립공원 주차장 바로 옆에 있어 접근이 용이하고(지방도 제1007호선 옥천사 삼거리에 안내 표지판이 있음) 안내판과 해설판이 설치되어 있다.
고성군 개천면 북평리 옥천사 계곡의 진동층과 공룡발자국 화석
- 공룡발자국 화석
북위 35° 05′ 22.9″ 동경 128° 15′ 41.7″ / 북위 35.089694°  동경 128.261583°

#### 기타 공룡 발자국 화석
고성군 동해면의 해안 지역에 분포하는 진동층 상에서 132개 보행렬을 포함하여 1300여 족의 공룡 발자국 화석이 발견되었다. 용각류, 조각류, 수각류와 같은 다양한 형태의 발자국들이 발견되며, Jindongornipes kimi로 추정되는 새발자국과 동해면 장항리의 규질 셰일층에서 발견된 규화목 식물 화석도 보고되었다. 이곳의 진동층은 암회색 셰일, 이암, 실트스톤으로 구성되며 거의 수평층이고 공룡 발자국 화석이 165개 층준에서 다량으로 나타난다. 또한 천호성(淺湖成) 퇴적 환경을 지시하는 무척추 동물의 생흔 화석과 연흔, 건열, 우흔 구조도 나타나는데 연흔과 건열이 각 층마다 교호로 나타나며 이는 건기와 우기가 교차되는 환경이었음을 지시한다.
고성군 동해면 내산리 동쪽 해안 지역(N 35°6'52", E 128°29'4")의 진동층에서 Iguanodontipus ichino sp.로 생각되는 조각류의 화석 및 Koreanaornis hamanensis 등의 새발자국 화석, 무척추동물의 생흔 화석 등이 발견되었다. 이 지역의 진동층은 변성된 암회색 셰일로 구성되고 주향 북서 30°, 경사 북동 5~10°에 연흔과 건열 구조를 보인다.
고성군 마암면 삼락리의 국도 제14호선 도로 공사 현장에서 대한민국 최초로 어류 수영 흔적 화석이 발견되었다. 연구에 따르면 이 화석은 9천만년 전 담수 어류가 수심이 얕은 곳에서 수영하면서 바닥에 남긴 지느러미 흔적이다. 화석에는 배지느러미 흔적과 꼬리지느러미가 남긴 흔적이 모두 발견됐다.
고성군 마암면 삼락리 9-1번지에서 건축물 신축을 위한 부지조성 과정에서 공룡 발자국의 화석이 발견되었다. 이곳에서 출토된 대표적인 화석은 사족 보행 조각류의 발자국으로, 발자국 크기는 평균 30~40 cm, 보행렬의 길이는 43.4 m에 달한다.
고성군 하일면 용태리 산 335-5 (N 34°56'33.18", E 128°13'08.58")에는 진동층 최상부 층준이 드러나 있다. 진동층 상에는 연흔과 건열 그리고 중형 용각류의 것으로 여겨지는 공룡 발자국 화석이 관찰된다. 파도와 조석에 의해 침식되어 보존 상태는 좋지 못하다.
- 화석산지 표지판. 그러나 화석산지로 들어가는 길은 없다.

고성군 회화면 어신리 원촌마을 해안가 (N 35°3'24.12", E 128°25'9.98") 에 드러난 진동층에는 연흔과 건열 구조 그리고 중형 용각류의 발자국으로 여겨지는 공룡 발자국 보행렬 화석이 관찰된다. 총 52개 발자국으로 구성되며 파도와 조수에 의해 침식되어 보존 상태가 좋지 않다.
고성군 영현면 대법리 산 17-1에 위치한 계승사 내에는 진동층이 분포하며 계승사 대웅전의 뒤를 병풍처럼 둘러싸고 있다. 이곳의 진동층은 혼펠스질이고 엽층 내지 박층으로 교호하는 이암과 세립사암 내지 실트스톤, 판상 내지 사엽층리가 발달한 세립사암 내지 실트스톤으로 구성되어 있다. 부분적으로 드러난 성층면에 연흔과 우흔, 공룡 발자국 화석, 건열, 무척추동물의 생흔 화석 등이 드러나 있어 2006년 천연기념물 제475호로 지정되었다.

### 남해군
미조 지질도폭(2016)에 의하면 함안층 위에 정합적으로 놓여있고 화산암류에 의해 부정합적으로 덮인다. 남해군 삼동면 영지리 대밭 마을에서 화강섬록암에 의해 관입당해 있고 영지리 갈곡저수지 일대에서 금산 화강암체에 의해 관입당해 있어 이 경계부에서는 접촉 변성 작용으로 인해 약 0.5~1 km 범위에 걸쳐 혼펠스화되어 있다. 두께 약 300 m의 본 층은 남서 방향으로 갈수록 두께가 점차 얇아져 남해군 이동면 난음리에서 첨멸되면서 부정합적으로 웅방산 안산암에 의해 덮인다. 본 층은 전체적으로 담회색 사암, 역질사암과 역암으로 구성되고 회색 내지 녹회색 이암 및 셰일을 협재한다.
지층의 주향과 경사는 일반적으로 북동 40~60°, 남동 10~20°를 나타내며 진동리 장군봉 지역에서는 대개 북동 10~20°, 북서 12~28°로서 반대 방향으로 경사한다. 이러한 습곡은 아마도 유천층군 웅방산 안산암의 분출에 따른 하중에 의해 발생한 응력을 반영하는 것으로 해석된다. 진동층은 진동리 해안과 금송리 및 영지리 농로와 임도를 따라 신선한 노두가 잘 드러나 있다. 특히 함안층에 비하면 다소 높은 구릉지를 형성하고 있어 지형적으로 차이를 나타낸다.
| 도폭       | 구성 암석                                                                               | 산출 화석 | 두께 (m) |
| ---------- | --------------------------------------------------------------------------------------- | --- | -------- |
| 현풍도폭   | 암회색 및 흑색의 셰일, 사질셰일, 녹회색 셰일, 회색의 알코스사암 등                      | | -        |
| 창녕도폭   | 암회색 및 흑색의 셰일, 사질셰일, 녹회색 셰일 및 알코스사암이 협재                       | - | ~2500    |
| 청도도폭   | (암)회색 셰일, 백색과 회녹색 처트                                                       | - |          |
| 영산도폭   | (암)회색 셰일, 사질셰일, 녹회색 셰일, 알코스질사암층 협재                               | 창녕 도천리 공룡발자국화석산지 문호장 공룡발자국                                                                                                 | 2500     |
| 의령도폭   | 회(흑)색 셰일. 사질셰일, 사암                                                           | | 1000     |
| 마산도폭   | (암)회색 셰일, 회색 알코스사암, 역암 협재                                               | 창원 호계리 공룡발자국 화석 용추계곡 공룡 발자국 화석                                                                                            | ~1300    |
| 김해도폭   | 처트, 응회질사암                                                                        | - |          |
| 사천도폭   | 회색 내지 암회색 사질셰일, 셰일                                                         | 계승사 공룡 발자국 화석 | 하부 750 |
| 진동리도폭 | 흑색, 암회색 셰일층, 처트                                                               | 창원 고현리 공룡발자국 화석 옥천사 계곡 공룡 발자국 화석 동해면 해안가 조각류, 새, 공룡 발자국 화석 가산일반산업단지 새발자국과 익룡 발자국 화석 | 1500     |
| 삼천포도폭 | 회색, 암회색, 회녹색의 사질셰일과 셰일 및 사암                                          | 고성 덕명리 공룡과 새발자국 화석산지 | 1000     |
| 충무도폭   | 흑색, 암회색 셰일 및 사암, 담회색, 회록색의 처트질셰일 협재                             | |          |
| 진해도폭   | (암)회색 셰일과 사암, 상부에 응회암/응회질사암, 화산역암 협재, 상단에 유백색 응회질사암 | |          |
| 미조도폭   | 담회색 사암, 역질사암과 역암, (녹)회색 이암 및 셰일을 협재                              | |          |

## 같이 보기
- 한국의 지질
- 경상 누층군
- 구산동 응회암
- 함안층
- 고성 덕명리 공룡과 새발자국 화석산지
- 창원 고현리 공룡발자국 화석